# Club de lluita
Club de lluita (títol original en anglès: Fight Club) és la primera novel·la de Chuck Palahniuk, publicada el 1996. En català, l'obra va ser traduïda per Jordi Cussà i publicada el 2005 per Edicions 62. La trama gira al voltant d'un protagonista sense nom que lluita contra la seva creixent molèstia cap al consumisme i els canvis de l'estat de la masculinitat en la cultura nord-americana. En un intent per superar-la, crea un club de boxa clandestí com a nova forma de teràpia. La novel·la va ser adaptada al cinema amb el mateix títol el 1999 pel director David Fincher, el qual la convertiria en un fenomen de la cultura popular. Per la seva popularitat, la novel·la s'ha convertit en blanc de moltes crítiques, principalment per les seves descripcions explícites de violència.

## Argument
La història gira al voltant d'un narrador sense nom que odia la seva feina i la forma de vida que porta. El protagonista treballa de pèrit per a un fabricant d'automòbils sense nom, organitzant les revisions de models defectuosos. Alhora, està profundament desil·lusionant de la «febre consumista» que ha absorbit la seva vida, la qual cosa fa que es defineixi a si mateix com una persona basada en els mobles, robes i altres objectes materials que posseeix. Aquests dos aspectes de la seva vida, combinats amb els freqüents viatges de feina a través de diferents zones horàries, el pertorben fins al punt de provocar-li un insomni crònic.
Després de la recomanació del seu metge (que no considera el seu insomni una malaltia seriosa), el narrador assisteix a grups de suport per a homes amb càncer de testicle per veure el que és patir de veritat. Després d'esbrinar que plorar en aquests grups de suport i escoltar els testimonis emocionals d'individus que pateixen li permet dormir a les nits, es torna addicte a assistir-hi. Alhora, es fa amic d'una víctima del càncer anomenat Bob. Encara que en realitat no pateix cap de les malalties que els altres participants tenen, mai és sorprès com a «intrús» fins que coneix a Marla Singer, una dona que també assisteix a grups de suport sense estar malalta. La seva presència «reflecteix» l'«intrusisme» del narrador, recordant-li que no pertany realment als grups de suport. Això li impedeix de ser capaç de plorar i, per tant, provoca que odiï Marla. Com a resultat d'aquests dos factors, el narrador és de nou incapaç de controlar el seu insomni. Després d'un curt enfrontament, tots dos comencen a acudir a grups de suports diferents per evitar trobar-se de nou.
Poc abans d'aquest incident, la seva vida canvia radicalment després de conèixer Tyler Durden, un «artista de platja» que compagina diversos treballs nocturns mal remunerats on pot realitzar bretolades de tota mena. Després de la seva confrontació amb Marla, l'apartament del narrador resulta destruït per una explosió, per la qual cosa li pregunta a Tyler si pot quedar-se a casa seva. Tyler accepta, però li demana un favor : «Vull que em copegis tan fort com puguis.» La baralla resultant a l'aparcament d'un bar atrau més homes desencantats, i així neix una nova forma de grup de suport, el primer «club de lluita». El club de lluita es converteix en un nou tipus de teràpia mitjançant baralles a puny descobert, regit per un codi de vuit regles:
1. No parlar del club de lluita.
2. Que cap soci parli del club de lluita.
3. Si algú diu prou, flaqueja o defalleix, s'acaba el combat.
4. Només lluiten dos homes.
5. Només hi haurà una baralla cada cop.
6. Ni camises, ni sabates.
7. Les baralles duraran el temps que sigui necessari.
8. Si aquesta és la vostra primera nit al club de lluita, heu de lluitar.

Mentrestant, Tyler rescata Marla d'un intent de suïcidi i tots dos inicien una aventura que desconcerta al narrador. Durant tota aquesta aventura, Marla és bastant inconscient de l'existència del club de lluita, i completament inconscient de la interacció entre Tyler i el narrador.
A mesura que creix el nombre de membres del club de lluita (i, sense que el narrador ho sàpiga, s'estén a altres ciutats de tot el país), Tyler comença a usar-lo per a difondre les seves idees anticonsumistes i reclutar membres per participar en atacs cada vegada més elaborats contra corporacions nord-americanes. Aquesta idea era originalment del narrador, però Tyler n'acaba prenent el control. Tyler acaba reunint els membres més devots del club de lluita (als quals els anomena «micos espacials») i forma el «Projecte Mayhem», una organització sectària que ensinistra com un exèrcit per enderrocar la civilització moderna. Aquesta organització, com el club de lluita, es regeix per unes regles:
1. No es fan preguntes.
2. No es fan preguntes.
3. No hi ha excuses.
4. No es menteix.
5. Has de confiar en Tyler.

El narrador comença com un participant lleial del Projecte Mayhem, veient-lo com el següent pas del club de lluita. No obstant això, s'hi torna molest amb la creixent destructivitat de les seves activitats després que provoquin la mort de Bob.
Quan el narrador intenta detenir Tyler i els seus seguidors, descobreix que ell és Tyler, sent aquest no una persona diferent sinó una personalitat separada de si mateix. A mesura que el narrador lluitava contra el seu odi pel seu treball i el seu estil de vida consumista, la seva ment va començar a formar una nova personalitat que era capaç d'escapar dels problemes de la seva vida normal. La gota que va fer vessar el got provocant que la seva ment es partís va ser Marla: quan la va conèixer, Tyler va néixer com una personalitat separada a causa del xoc entre el desig inconscient del narrador d'estar amb ella i el seu odi conscient. Havent sortit a la llum, la personalitat de Tyler va anar ensenyorint-se lentament de la ment del narrador, planejant conquistar-la per complet, fent la personalitat real del narrador més semblant a la seva. Els episodis previs d'insomni del narrador havien estat en realitat la personalitat de Tyler aflorant, estant aquest actiu cada vegada que el narrador «dormia». Això va permetre Tyler manipular al narrador perquè aquest l'ajudés a crear el club de lluita: Tyler va aprendre receptes per a crear explosius quan tenia el control, i va usar aquests coneixements per volar seu apartament.
El narrador també descobreix que Tyler planeja volar diversos edificis al centre de la ciutat amb l'ajuda de bombes casolanes fabricades pel Projecte Mayhem. Durant aquestes explosions, planeja morir com un màrtir del Projecte Mayhem, portant-se per tant la vida del narrador amb ell. En advertir-ho, el narrador es proposa detenir Tyler, tot i que aquest sempre va per davant. En els seus intents per detenir-lo, fa les paus amb Marla (que ara considera al narrador la seva parella) i li explica que no és Tyler Durden. Finalment és obligat per Tyler a enfrontar-se a ell a la teulada de l'edifici més alt de la ciutat, que està a punt de ser destruït juntament amb els altres edificis triats pel Projecte Mayhem com a blancs. Allà, el narrador aconsegueix convèncer Tyler que ja no té control sobre ell i que des d'ara ell serà l'únic que prengui decisions per si mateix. Això fa que les seves al·lucinacions de Tyler cessin, lliurant al narrador de la seva segona personalitat per sempre.
Amb Tyler desaparegut, el narrador espera que les bombes explotin i el matin. No obstant això, les bombes resulten ser defectuoses a causa que Tyler va usar una recepta de parafina que mai li va sortir al narrador i, per tant, tampoc a Tyler. Encara viu i portant la pistola que Tyler solia portar amb ell, el narrador decideix prendre la primera decisió que és realment seva: posar-se l'arma a la boca i disparar-se. Algun temps després, desperta en un hospital psiquiàtric, tot i que creu que ha mort i arribat al cel. Allà, rep cartes regularment de Marla, que encara es preocupa per ell. El llibre acaba amb els membres del Projecte Mayhem que treballen a l'hospital explicant-li al narrador que els seus plans per canviar la civilització com la coneixem segueixen el seu curs, i que estan esperant que Tyler torni.

## Personatges
- El narrador — El protagonista de la novel·la, el nom del qual mai s'esmenta, possiblement per fer d'ell un personatge quotidià (encara que prop del final de la novel·la li ensenya a Marla seu carnet de conduir amb el nom real, però no es descobreix). Comença la història patint insomni, i comença a acudir a grups de suport per a malalts terminals (fent veure que s'està morint d'aquestes malalties) per a aconseguir dormir a les nits (després de plorar amb ells). Finalment deixa d'acudir a aquests grups quan funda el club de lluita al costat de Tyler Durden com un mètode de tractar el seu insomni i el seu disgust amb la cultura consumista. L'odi cap a si mateix, la seva inestabilitat mental i el seu comportament violent el configuren un bon exemple d'antiheroi. Alguns fans de la pel·lícula diuen «Jack» al narrador, en referència a una escena en la que llegeix històries escrites des de la perspectiva dels òrgans d'un home (per exemple, «el bulb raquidi de Jack»); els diàlegs del protagonista en el guió oficial de la pel·lícula també usen el nom de «Jack» per referir-se a ell. A més, alguns objectes de l'attrezzo de la pel·lícula (com un xec del narrador) porten el nom de «Jack Moore», la qual cosa indica que els membres de l'equip de rodatge també pensaven que aquest era el nom del narrador. El nom «Jack» era «Joe» en la novel·la, i es va canviar en la pel·lícula per a evitar conflictes amb la revista Reader's Digest pel seu ús (els articles llegits pel narrador van ser publicats en la revista). El narrador crea un precedent per als protagonistes de les següents novel·les de Palahniuk, especialment en el cas dels personatges masculins, que sovint comparteixen el seu comportament antiheroic i transgressor.
- Tyler Durden — Un primitivista-nihilista amb un fort odi cap a la cultura consumista. «A causa del seu caràcter», Tyler exerceix diverses feines nocturnes on provoca problemes en les corresponents companyies. També realitza art a la platja per a trobar la «perfecció». És el cofundador del Club de lluita (va ser la seva idea de començar una baralla el que el va portar a això). Posteriorment inicia el «Projecte Mayhem», des del qual ell mateix i els altres membres realitzen diversos atacs contra el consumisme. El boig però magnètic Tyler podria també ser considerat un antiheroi (especialment perquè ell i el narrador són tècnicament la mateixa persona), tot i que es converteix en l'antagonista de la novel·la més endavant en la història. En les següents novel·les de Palahniuk han aparegut pocs personatges com Tyler, si bé el de Ostra a Nana comparteix certes similituds .
- Marla Singer — Una dona que el narrador coneix durant la seva assistència als grups de suport. El narrador deixa de rebre el mateix alleujament quan adverteix que Marla està fingint seus problemes exactament igual que ell. Després d'abandonar els grups, es troben de nou quan Marla coneix Tyler i es converteix en el seu amant. En novel·les posteriors de Palahniuk en què el protagonista és masculí, també apareix un personatge femení semblant a Marla. Aquests personatges femenins han ajudat a Palahniuk a afegir temes romàntics a les seves novel·les.
- Robert Bob Paulson — Un home que el narrador coneix a un grup de suport per a malalts de càncer testicular. Antic culturista, Bob va perdre els seus testicles pel càncer a causa possiblement dels esteroides que usava per augmentar la seva musculatura, i va haver de recórrer a injeccions de testosterona, la qual cosa va fer que augmentessin els estrògens en el seu cos, provocant que li creixessin grans pits (ginecomàstia) i desenvolupés una veu més aguda. El narrador es fa amic de Bob i, després de deixar els grups de suport, torna a trobar-lo al club de lluita. La mort de Bob més endavant en la història mentre duia a terme una missió per al «Projecte Mayhem» provoca que el narrador es rebel·li contra Tyler .

## Crítiques
Encara que Club de lluita ha estat elogiat per la seva comprensió de la cultura contemporània nord-americana, també ha rebut crítiques per part de diversos comentaristes culturals i acadèmics, moltes de les quals giren al voltant de la possibilitat que la novel·la promogui la misogínia i la conducta autodestructiva. Alguns passatges de la novel·la semblen suggerir que els homes tenen alguna cosa a guanyar lliurant-se de les seves característiques femenines i dedicant-se a activitats més masculines. Més encara, aquests crítics creuen que aquestes activitats, principalment les baralles, són autodestructives. Fins i tot més problemàtic és per a alguns el paper de la novel·la cultura popular, ja que d'aquest paper resulta fàcil deduir que les idees presentades en la novel·la estan influint en la població general. No obstant això, hi ha molta polarització en aquest assumpte. Els partidaris de la novel·la han respost assenyalant que el narrador acaba rebutjant Tyler i el club de lluita i sembla també posar molt d'èmfasi en el desenvolupament d'una relació més autèntica amb Marla.
Molts crítics també van qualificar Club de lluita de ser homoeròtica. Entre aquests, David Denby de The New Yorker i Laura Miller de Salon.com, els quals van usar aquestes acusacions per desacreditar Palahniuk. A més, Robert Alan Brook i Robert Westerfelhaus van publicar Hiding Homoeroticism in Plain View: The Fight Club DVD es Digital Closet («Amagant l'homoerotisme a la vista de tots : el DVD de The Fight Club com a armari digital») fent acusacions semblants. Val la pena assenyalar que totes aquestes acusacions fossin fetes abans que Palahniuk reconegués públicament la seva homosexualitat.

## Premis
La novel·la va ser guardonada amb dos premis:
- 1997: Premi de la Pacific Northwest Booksellers Association.
- 1997: Premi a la millor novel·la Oregon Book.